# EHF Challenge Cup 2012/13
Am EHF Challenge Cup 2012/13 nahmen 30 Handball-Vereinsmannschaften teil, die sich in der vorangegangenen Saison in ihren Heimatländern für den Wettbewerb qualifiziert hatten. Es war die 13. Austragung des Challenge Cups unter diesem Namen. Die Pokalspiele begannen am 12. Oktober 2012, das Finale fand am 25. Mai 2013 statt. Titelverteidiger des EHF Challenge Cups war der griechische Verein AC Diomidis Argous.

Sieger des EHF Challenge Cup 2012/13 ist SKA Minsk, der diesen Wettbewerb zum ersten Mal gewinnen konnte.

## Runde 2

### Qualifizierte Teams
| Topf 1: - OCI Nitrogen-Lions - Ruislip Eagles | Topf 2: - Klaipėdos Dragūnas - Initia Hasselt |

| Topf 3: - Mavrommatis Ayiou Pavlou - SPE Strovolos | Topf 4: - Põlva Serviti - Olimpus-85-USEFS |

### Gruppen
| Gruppe A OCI Nitrogen-Lions Initia Hasselt Mavrommatis Ayiou Pavlou Põlva Serviti | Gruppe B Ruislip Eagles Klaipėdos Dragūnas SPE Strovolos Olimpus-85-USEFS |

### Entscheidungen
|  | Teilnahme an der Runde 3 |

### Gruppe A
Das Turnier der Gruppe A fand vom 12.–14. Oktober 2012 in der Mesikäpa Hall in Põlva statt.

Der Gruppenerste und -zweite qualifizierte sich für die 3. Runde. Die zwei Letzten schieden aus dem Turnier aus.
| Pl. | Mannschaft               | Sp. | S | U | N | T   | GT  | Diff | Pkt   |
| --- | ------------------------ | --- | - | - | - | --- | --- | ---- | ----- |
| 1.  | Initia Hasselt           | 3   | 3 | 0 | 0 | 100 | 065 | +35  | 6 : 0 |
| 2.  | Põlva Serviti            | 3   | 2 | 0 | 1 | 074 | 063 | +11  | 4 : 2 |
| 3.  | OCI Nitrogen-Lions       | 3   | 1 | 0 | 2 | 086 | 072 | +14  | 2 : 4 |
| 4.  | Mavrommatis Ayiou Pavlou | 3   | 0 | 0 | 3 | 050 | 110 | −60  | 0 : 6 |

| 12. Oktober 2012, Fr. 18:00 Uhr in Põlva, Mesikäpa Hall | 700 Zuschauer Spielbericht | OCI Nitrogen-Lions Nikola Miricki 5         | 19 : 22 (10 : 11) | Põlva Serviti Roman Ajsatullow 7               |
| 12. Oktober 2012, Fr. 20:30 Uhr in Põlva, Mesikäpa Hall | 200 Zuschauer Spielbericht | Initia Hasselt Jacobs Jeffrey 8             | 37 : 19 (17 : 07) | Mavrommatis Ayiou Pavlou József Kopcsák 7      |
| 13. Oktober 2012, Sa. 15:30 Uhr in Põlva, Mesikäpa Hall | 100 Zuschauer Spielbericht | Mavrommatis Ayiou Pavlou Petros Prokopiou 6 | 20 : 39 (11 : 20) | OCI Nitrogen-Lions Tim Mullens 6               |
| 13. Oktober 2012, Sa. 18:00 Uhr in Põlva, Mesikäpa Hall | 700 Zuschauer Spielbericht | Põlva Serviti Raido Peedomaa 4              | 18 : 33 (08 : 16) | Initia Hasselt Bart Köhlen 7                   |
| 14. Oktober 2012, So. 11:30 Uhr in Põlva, Mesikäpa Hall | 100 Zuschauer Spielbericht | OCI Nitrogen-Lions Marco Vernooy 7          | 28 : 30 (15 : 14) | Initia Hasselt David L'Hoest 9                 |
| 14. Oktober 2012, So. 14:00 Uhr in Põlva, Mesikäpa Hall | 500 Zuschauer Spielbericht | Põlva Serviti Andreas Rikken 7              | 34 : 11 (18 : 04) | Mavrommatis Ayiou Pavlou Christos Hadjiefrem 3 |

### Gruppe B
Das Turnier der Gruppe B fand vom 12.–14. Oktober 2012 in Chișinău statt.

Der Tabellenerste und -zweite qualifizierte sich für die 3. Runde. Die zwei Letzten schieden aus dem Turnier aus.
| Pl. | Mannschaft         | Sp. | S | U | N | T   | GT  | Diff | Pkt   |
| --- | ------------------ | --- | - | - | - | --- | --- | ---- | ----- |
| 1.  | Klaipėdos Dragūnas | 3   | 3 | 0 | 0 | 105 | 069 | +35  | 6 : 0 |
| 2.  | SPE Strovolos      | 3   | 2 | 0 | 1 | 074 | 063 | +11  | 4 : 2 |
| 3.  | Olimpus-85-USEFS   | 3   | 1 | 0 | 2 | 086 | 072 | +14  | 2 : 4 |
| 4.  | Ruislip Eagles     | 3   | 0 | 0 | 3 | 059 | 128 | −69  | 0 : 6 |

| 12. Oktober 2012, Fr. 17:15 Uhr in Chișinău | 1.200 Zuschauer Spielbericht | Ruislip Eagles Lucas Carstens 4      | 18 : 40 (09 : 17) | Olimpus-85-USEFS Alexandr Jedic 8      |
| 12. Oktober 2012, Fr. 19:45 Uhr in Chișinău | 200 Zuschauer Spielbericht   | Klaipėdos Dragūnas Benas Petreikis 6 | 29 : 21 (15 : 12) | SPE Strovolos Panayiotis Antoniou 3    |
| 13. Oktober 2012, Sa. 19:45 Uhr in Chișinău | 100 Zuschauer Spielbericht   | SPE Strovolos George Christodoulou 5 | 41 : 17 (22 : 07) | Ruislip Eagles Lucas Carstens 3        |
| 13. Oktober 2012, Sa. 17:15 Uhr in Chișinău | 900 Zuschauer Spielbericht   | Olimpus-85-USEFS Serghei Nazarco 7   | 24 : 29 (13 : 17) | Klaipėdos Dragūnas Karolis Stropus 7   |
| 14. Oktober 2012, So. 11:30 Uhr in Chișinău | 50 Zuschauer Spielbericht    | Ruislip Eagles Lucas Carstens 6      | 24 : 47 (13 : 26) | Klaipėdos Dragūnas Kęstutis Kremeris 8 |
| 14. Oktober 2012, So. 14:-- Uhr in Chișinău | 800 Zuschauer Spielbericht   | Olimpus-85-USEFS Alexandr Jedic 4    | 23 : 27 (11 : 17) | SPE Strovolos Giorgos Papakyprianou 10 |

## Runde 3
Es nahmen die Erst- und Zweitplatzierten der Gruppen A und B der 2. Runde teil sowie 16 gesetzte Mannschaften.
Die Auslosung der 3. Runde fand am 24. Juli 2012 in Wien statt.
Die Hinspiele fanden zwischen dem 24. November und 15. Dezember 2012 statt. Die Rückspiele fanden zwischen dem 25. November und 16. Dezember 2012 statt.

### Qualifizierte Teams
| Topf 1: - Drammen HK - STR Saporosche - Maccabi Tyrec Tel Aviv - RK Sutjeska - RK Izviđač - B.B. Ankara Spor - RK Ovče Pole - KH Prishtina - SKA Minsk - PAS Aeropos Edessas | Topf 2: - RK Radnički Kragujevac - IL Runar - HK Portowyk - Male Milli Piyango SK - Spartak Warna - HB Esch - Initia Hasselt - Põlva Serviti - Klaipėdos Dragūnas - SPE Strovolos |

### Ausgeloste Spiele und Ergebnisse
| Mannschaft 1                             | Mannschaft 2                                | Hinspiel             | Rückspiel            | Gesamt  |
| ---------------------------------------- | ------------------------------------------- | -------------------- | -------------------- | ------- |
| Maccabi „Tyrec“ Tel Aviv David Rašić 16  | SPE Strovolos Giorgos Papakyprianou 17      | 15.12.2012 16:00 Uhr | 16.12.2012 16:00 Uhr | 48 : 57 |
| Maccabi „Tyrec“ Tel Aviv David Rašić 16  | SPE Strovolos Giorgos Papakyprianou 17      | 26 : 25 (13 : 13)    | 22 : 32 (10 : 17)    | 48 : 57 |
| Maccabi „Tyrec“ Tel Aviv David Rašić 16  | SPE Strovolos Giorgos Papakyprianou 17      | 250 Zuschauer        | 300 Zuschauer        | 48 : 57 |
| Põlva Serviti Roman Ajsatullow 15        | SKA Minsk Barys Puchouski 16                | 24.11.2012 18:00 Uhr | 01.12.2012 16:00 Uhr | 56 : 73 |
| Põlva Serviti Roman Ajsatullow 15        | SKA Minsk Barys Puchouski 16                | 32 : 37 (14 : 18)    | 24 : 36 (11 : 17)    | 56 : 73 |
| Põlva Serviti Roman Ajsatullow 15        | SKA Minsk Barys Puchouski 16                | 800 Zuschauer        | 350 Zuschauer        | 56 : 73 |
| RK Izviđač Senjamin Burić 12             | Male Milli Piyango SK Volkan Çalışkan 13    | 24.11.2012 19:00 Uhr | 02.12.2012 16:00 Uhr | 57 : 55 |
| RK Izviđač Senjamin Burić 12             | Male Milli Piyango SK Volkan Çalışkan 13    | 30 : 25 (16 : 13)    | 27 : 30 (17 : 18)    | 57 : 55 |
| RK Izviđač Senjamin Burić 12             | Male Milli Piyango SK Volkan Çalışkan 13    | 1.150 Zuschauer      | 150 Zuschauer        | 57 : 55 |
| RK Sutjeska Radivoje Dodić 7             | Initia Hasselt Jeffrey Jacobs 12            | 24.11.2012 20:15 Uhr | 25.11.2012 15:00 Uhr | 34 : 53 |
| RK Sutjeska Radivoje Dodić 7             | Initia Hasselt Jeffrey Jacobs 12            | 18 : 30 (09 : 15)    | 16 : 23 (07 : 12)    | 34 : 53 |
| RK Sutjeska Radivoje Dodić 7             | Initia Hasselt Jeffrey Jacobs 12            | 210 Zuschauer        | 150 Zuschauer        | 34 : 53 |
| KH Prishtina Enis Kabashi 18             | HB Esch Martin Muller 14                    | 24.11.2012 20:00 Uhr | 01.12.2012 20:30 Uhr | 50 : 55 |
| KH Prishtina Enis Kabashi 18             | HB Esch Martin Muller 14                    | 28 : 24 (11 : 14)    | 22 : 31 (10 : 10)    | 50 : 55 |
| KH Prishtina Enis Kabashi 18             | HB Esch Martin Muller 14                    | 1.200 Zuschauer      | 500 Zuschauer        | 50 : 55 |
| Klaipėdos Dragūnas Benas Petreikis 16    | STR Saporosche Maksym Karamschew 12         | 24.11.2012 18:30 Uhr | 01.12.2012 17:00 Uhr | 51 : 51 |
| Klaipėdos Dragūnas Benas Petreikis 16    | STR Saporosche Maksym Karamschew 12         | 27 : 22 (14 : 09)    | 24 : 29 (11 : 12)    | 51 : 51 |
| Klaipėdos Dragūnas Benas Petreikis 16    | STR Saporosche Maksym Karamschew 12         | 400 Zuschauer        | 900 Zuschauer        | 51 : 51 |
| B.B. Ankara Spor Gökhan Örnek 16         | Spartak Warna Stanislaw Dobrew 9            | 24.11.2012 13:00 Uhr | 25.11.2012 17:00 Uhr | 59 : 38 |
| B.B. Ankara Spor Gökhan Örnek 16         | Spartak Warna Stanislaw Dobrew 9            | 33 : 16 (18 : 06)    | 26 : 22 (12 : 06)    | 59 : 38 |
| B.B. Ankara Spor Gökhan Örnek 16         | Spartak Warna Stanislaw Dobrew 9            | 300 Zuschauer        | 120 Zuschauer        | 59 : 38 |
| Drammen HK Lars Erik Bjørnsen 19         | HK Portowyk Olexander Poltorazkyj 11        | 24.11.2012 17:00 Uhr | 01.12.2012 18:00 Uhr | 60 : 54 |
| Drammen HK Lars Erik Bjørnsen 19         | HK Portowyk Olexander Poltorazkyj 11        | 38 : 29 (20 : 14)    | 22 : 25 (10 : 10)    | 60 : 54 |
| Drammen HK Lars Erik Bjørnsen 19         | HK Portowyk Olexander Poltorazkyj 11        | 312 Zuschauer        | 700 Zuschauer        | 60 : 54 |
| RK Ovče Pole Bester Torschütze           | IL Runar Bester Torschütze                  | 27.11.2012 00:00 Uhr | 27.11.2012 00:00 Uhr | 0 : 20  |
| RK Ovče Pole Bester Torschütze           | IL Runar Bester Torschütze                  | 0 : 10 (0 : 00)      | 0 : 10 (0 : 00)      | 0 : 20  |
| RK Ovče Pole Bester Torschütze           | IL Runar Bester Torschütze                  | -.--- Zuschauer      | -.--- Zuschauer      | 0 : 20  |
| RK Radnički Kragujevac Ivan Rajičević 15 | PAS Aeropos Edessas Panagiotis Tzouvaras 12 | 24.11.2012 18:00 Uhr | 01.12.2012 18:00 Uhr | 71 : 51 |
| RK Radnički Kragujevac Ivan Rajičević 15 | PAS Aeropos Edessas Panagiotis Tzouvaras 12 | 38 : 25 (17 : 13)    | 33 : 26 (14 : 12)    | 71 : 51 |
| RK Radnički Kragujevac Ivan Rajičević 15 | PAS Aeropos Edessas Panagiotis Tzouvaras 12 | 800 Zuschauer        | 420 Zuschauer        | 71 : 51 |

## Achtelfinale
Es nahmen die 10 Sieger der 3. Runde und die besten 6 gesetzten Teams teil.
Die Auslosung des Achtelfinales fand am 6. Dezember 2012 in Wien statt.
Die Hinspiele fanden zwischen dem 16. und 23. Februar 2013 statt. Die Rückspiele fanden am 23.–24. Februar 2013 statt.

### Qualifizierte Teams
| - A.C. PAOK - A.C. Doukas - C.S.U. Suceava - KS Azoty Puławy - RK Spartak Vojput - Pallamano Pressano - Klaipėdos Dragūnas - Drammen HK | - Initia Hasselt - RK Izviđač - SKA Minsk - HB Esch - IL Runar - RK Radnički Kragujevac - B.B. Ankara Spor - SPE Strovolos |

### Ausgeloste Spiele und Ergebnisse
| Mannschaft 1                               | Mannschaft 2                            | Hinspiel             | Rückspiel            | Gesamt  |
| ------------------------------------------ | --------------------------------------- | -------------------- | -------------------- | ------- |
| Drammen HK Lars Erik Bjørnsen 12           | RK Izviđač Nenad Zeljić 11              | 16.02.2013 17:00 Uhr | 23.02.2013 19:00 Uhr | 75 : 42 |
| Drammen HK Lars Erik Bjørnsen 12           | RK Izviđač Nenad Zeljić 11              | 41 : 20 (20 : 13)    | 34 : 22 (14 : 09)    | 75 : 42 |
| Drammen HK Lars Erik Bjørnsen 12           | RK Izviđač Nenad Zeljić 11              | 213 Zuschauer        | 500 Zuschauer        | 75 : 42 |
| B.B. Ankara Spor Andrij Ternowoi 15        | A.C. Doukas Efstathios Zampounis 14     | 16.02.2013 13:00 Uhr | 24.02.2013 17:00 Uhr | 54 : 51 |
| B.B. Ankara Spor Andrij Ternowoi 15        | A.C. Doukas Efstathios Zampounis 14     | 29 : 23 (14 : 12)    | 25 : 28 (15 : 13)    | 54 : 51 |
| B.B. Ankara Spor Andrij Ternowoi 15        | A.C. Doukas Efstathios Zampounis 14     | 350 Zuschauer        | 400 Zuschauer        | 54 : 51 |
| HB Esch Martin Muller 15                   | RK Spartak Vojput Marko Kovačević 16    | 17.02.2013 17:00 Uhr | 23.02.2013 17:30 Uhr | 54 : 53 |
| HB Esch Martin Muller 15                   | RK Spartak Vojput Marko Kovačević 16    | 34 : 26 (17 : 15)    | 20 : 27 (08 : 16)    | 54 : 53 |
| HB Esch Martin Muller 15                   | RK Spartak Vojput Marko Kovačević 16    | 400 Zuschauer        | 1.600 Zuschauer      | 54 : 53 |
| Klaipėdos Dragūnas Jonas Truchanovičius 12 | RK Radnički Kragujevac Dejan Pralica 13 | 23.02.2013 18:30 Uhr | 24.02.2013 17:00 Uhr | 53 : 55 |
| Klaipėdos Dragūnas Jonas Truchanovičius 12 | RK Radnički Kragujevac Dejan Pralica 13 | 30 : 28 (16 : 15)    | 23 : 27 (11 : 14)    | 53 : 55 |
| Klaipėdos Dragūnas Jonas Truchanovičius 12 | RK Radnički Kragujevac Dejan Pralica 13 | 550 Zuschauer        | 550 Zuschauer        | 53 : 55 |
| Initia Hasselt Jeffrey Jacobs 15           | KS Azoty Puławy Przemysław Krajewski 10 | 17.02.2013 15:00 Uhr | 23.02.2013 18:00 Uhr | 50 : 50 |
| Initia Hasselt Jeffrey Jacobs 15           | KS Azoty Puławy Przemysław Krajewski 10 | 21 : 21 (08 : 11)    | 29 : 29 (15 : 15)    | 50 : 50 |
| Initia Hasselt Jeffrey Jacobs 15           | KS Azoty Puławy Przemysław Krajewski 10 | 1.200 Zuschauer      | 711 Zuschauer        | 50 : 50 |
| IL Runar Kim Johansson 13                  | A.C. PAOK Dimitrios Tsakiris 13         | 16.02.2013 18:00 Uhr | 23.02.2013 18:00 Uhr | 68 : 57 |
| IL Runar Kim Johansson 13                  | A.C. PAOK Dimitrios Tsakiris 13         | 36 : 26 (16 : 12)    | 32 : 31 (19 : 15)    | 68 : 57 |
| IL Runar Kim Johansson 13                  | A.C. PAOK Dimitrios Tsakiris 13         | 297 Zuschauer        | 400 Zuschauer        | 68 : 57 |
| C.S.U. Suceava Adrian Chiruţ 14            | SPE Strovolos Miloš Pešić 16            | 16.02.2013 17:00 Uhr | 23.02.2013 18:00 Uhr | 67 : 59 |
| C.S.U. Suceava Adrian Chiruţ 14            | SPE Strovolos Miloš Pešić 16            | 35 : 34 (12 : 15)    | 32 : 25 (12 : 10)    | 67 : 59 |
| C.S.U. Suceava Adrian Chiruţ 14            | SPE Strovolos Miloš Pešić 16            | 400 Zuschauer        | 1.500 Zuschauer      | 67 : 59 |
| SKA Minsk Barys Puchouski 21               | Pallamano Pressano Adriano Di Maggio 11 | 16.02.2013 16:00 Uhr | 24.02.2013 18:00 Uhr | 67 : 45 |
| SKA Minsk Barys Puchouski 21               | Pallamano Pressano Adriano Di Maggio 11 | 39 : 25 (20 : 11)    | 28 : 20 (10 : 09)    | 67 : 45 |
| SKA Minsk Barys Puchouski 21               | Pallamano Pressano Adriano Di Maggio 11 | 500 Zuschauer        | 800 Zuschauer        | 67 : 45 |

## Viertelfinale
Es nahmen die 8 Sieger aus dem Achtelfinale teil.
Die Auslosung des Viertelfinales fand am 26. Februar 2013 in Wien statt.
Die Hinspiele fanden zwischen dem 16. und 22. März 2013 statt. Die Rückspiele fanden am 23. März 2013 statt.

### Qualifizierte Teams
| - Drammen HK - B.B. Ankara Spor - HB Esch - RK Radnički Kragujevac | - Initia Hasselt - IL Runar - C.S.U. Suceava - SKA Minsk |

### Ausgeloste Spiele und Ergebnisse
| Mannschaft 1                     | Mannschaft 2                             | Hinspiel             | Rückspiel            | Gesamt  |
| -------------------------------- | ---------------------------------------- | -------------------- | -------------------- | ------- |
| Initia Hasselt Bart Köhlen 20    | HB Esch Martin Muller 16                 | 17.03.2013 15:00 Uhr | 23.03.2013 20:30 Uhr | 53 : 56 |
| Initia Hasselt Bart Köhlen 20    | HB Esch Martin Muller 16                 | 26 : 28 (13 : 14)    | 27 : 28 (14 : 15)    | 53 : 56 |
| Initia Hasselt Bart Köhlen 20    | HB Esch Martin Muller 16                 | 1.020 Zuschauer      | 640 Zuschauer        | 53 : 56 |
| B.B. Ankara Spor Gökhan Örnek 16 | C.S.U. Suceava Adrian Chiruţ 11          | 16.03.2013 18:00 Uhr | 23.03.2013 11:00 Uhr | 60 : 66 |
| B.B. Ankara Spor Gökhan Örnek 16 | C.S.U. Suceava Adrian Chiruţ 11          | 33 : 36 (17 : 18)    | 27 : 30 (13 : 17)    | 60 : 66 |
| B.B. Ankara Spor Gökhan Örnek 16 | C.S.U. Suceava Adrian Chiruţ 11          | 700 Zuschauer        | 450 Zuschauer        | 60 : 66 |
| SKA Minsk Barys Puchouski 18     | RK Radnički Kragujevac Ivan Rajičević 12 | 22.03.2013 18:30 Uhr | 23.03.2013 16:00 Uhr | 85 : 56 |
| SKA Minsk Barys Puchouski 18     | RK Radnički Kragujevac Ivan Rajičević 12 | 42 : 29 (20 : 16)    | 43 : 27 (20 : 12)    | 85 : 56 |
| SKA Minsk Barys Puchouski 18     | RK Radnički Kragujevac Ivan Rajičević 12 | 450 Zuschauer        | 300 Zuschauer        | 85 : 56 |
| Drammen HK Lars Erik Bjørnsen 17 | IL Runar Peder Trevland 16               | 16.03.2013 18:00 Uhr | 23.03.2013 16:00 Uhr | 60 : 67 |
| Drammen HK Lars Erik Bjørnsen 17 | IL Runar Peder Trevland 16               | 28 : 29 (15 : 16)    | 32 : 38 (14 : 20)    | 60 : 67 |
| Drammen HK Lars Erik Bjørnsen 17 | IL Runar Peder Trevland 16               | 217 Zuschauer        | 362 Zuschauer        | 60 : 67 |

## Halbfinale
Es nahmen die 4 Sieger aus dem Viertelfinale teil.
Die Auslosung des Halbfinales fand am 26. Februar 2013 in Wien statt.
Die Hinspiele fanden am 20. April 2013 statt. Die Rückspiele fanden vom 27.–28. April 2013 statt.

### Qualifizierte Teams
| - HB Esch - C.S.U. Suceava | - SKA Minsk - IL Runar |

### Ausgeloste Spiele und Ergebnisse
| Mannschaft 1                        | Mannschaft 2                 | Hinspiel             | Rückspiel            | Gesamt  |
| ----------------------------------- | ---------------------------- | -------------------- | -------------------- | ------- |
| IL Runar Tobias Rivesjö 13          | SKA Minsk Barys Puchouski 17 | 20.04.2013 16:00 Uhr | 28.04.2013 18:00 Uhr | 60 : 65 |
| IL Runar Tobias Rivesjö 13          | SKA Minsk Barys Puchouski 17 | 29 : 32 (14 : 18)    | 33 : 31 (17 : 17)    | 60 : 65 |
| IL Runar Tobias Rivesjö 13          | SKA Minsk Barys Puchouski 17 | 515 Zuschauer        | 2.500 Zuschauer      | 60 : 65 |
| C.S.U. Suceava Răzvan Gavriloaia 12 | HB Esch Martin Muller 19     | 20.04.2013 17:00 Uhr | 27.04.2013 17:00 Uhr | 47 : 48 |
| C.S.U. Suceava Răzvan Gavriloaia 12 | HB Esch Martin Muller 19     | 23 : 21 (12 : 07)    | 24 : 27 (14 : 13)    | 47 : 48 |
| C.S.U. Suceava Răzvan Gavriloaia 12 | HB Esch Martin Muller 19     | 500 Zuschauer        | 850 Zuschauer        | 47 : 48 |

## Finale
Es nahmen die 2 Sieger aus dem Halbfinale teil.
Die Auslosung des Finales fand am 30. April 2013 in Wien statt.
Wegen des Tauschs der Termine fand das Hinspiel am 25. Mai 2013 statt. Das Rückspiel fand am 18. Mai 2013 statt.

### Qualifizierte Teams
| - HB Esch - SKA Minsk |

### Ausgeloste Spiele und Ergebnisse
| Mannschaft 1 | Mannschaft 2 | Hinspiel                 | Rückspiel                | Gesamt  |
| ------------ | ------------ | ------------------------ | ------------------------ | ------- |
| SKA Minsk    | HB Esch      | 25.05.2013 Sa. 18:00 Uhr | 18.05.2013 Sa. 20:15 Uhr | 63 : 50 |
| SKA Minsk    | HB Esch      | 32 : 24 (16 : 11)        | 31 : 26 (14 : 11)        | 63 : 50 |

### Hinspiel
SKA Minsk – HB Esch  32 : 24 (16 : 11)
25. Mai 2013 in Minsk-Arena, Minsk, 5.200 Zuschauer.
SKA Minsk: Iwan Mazkewitsch, Artsem Padasinau, Maksim Lapitski, Barys Puchouski  (9), Sjarhej Schylowitsch  (6), Dzmitry Kamyshyk  (4), Aliaksei Haisa (4), Aljaksandr Zitou  (4), Raman Lukashuk (2), Wiktar Sajzau  (1), Eduard Strelets (1), Yauhen Kamarau (1), Yury Lukyanchuk, Dzianis Krytski, Artsiom Yauseyeu, Vitali Kisliuk.
HB Esch: Andy Mauruschatt, Sedin Zuso, Martin Muller (10), Christian Bock (4), Sascha Pulli  (3), Wouter Sas  (2),  Jeff Decker (2), Tom Krier (1), Sascha Marzadori  (1), Ben Weibel (1), Romain Labonte , Max Kohl, Marc Fischbach, Raoul Seresse, Daniel Linster,  Samuel Baum.
Schiedsrichter:  Bartosz Leszczynski und Marcin Piechota

EHF-Delegierter:  Nicolae Vizitiu

EHF-Repräsentant:  Predrag Boskovic
Quelle: Spielbericht

### Rückspiel
HB Esch – SKA Minsk  26 : 31 (11 : 14)
18. Mai 2013 in Centre sportif National, Luxemburg, 3.250 Zuschauer.
HB Esch: Andy Mauruschatt, Sedin Zuso, Martin Muller  (10), Sascha Pulli (5), Wouter Sas (3),  Jeff Decker   (3), Christian Bock   (2), Tom Krier (1), Max Kohl (1), Ben Weibel (1), Romain Labonte   , Marc Fischbach, Raoul Seresse, Daniel Linster, Sascha Marzadori  , Samuel Baum
SKA Minsk: Iwan Mazkewitsch, Artsem Padasinau, Barys Puchouski (11), Sjarhej Schylowitsch   (7), Raman Lukashuk (3), Aliaksei Haisa  (3), Eduard Strelets (2), Aljaksandr Zitou (2), Wiktar Sajzau  (1), Yury Lukyanchuk   (1), Dzianis Krytski (1), Yauhen Kamarau, Dzmitry Kamyshyk 
Schiedsrichter:  Aleksandar Pandzic und Ivan Mosorinski

EHF-Delegierter:  Jesus Guerrero

Quelle: Spielbericht

## Statistiken

### Torschützenliste
Die Torschützenliste zeigt die drei besten Torschützen in der EHF Challenge Cup der Herren 2012/13.
Zu sehen sind die Nation der Spieler, der Name, die Position, der Verein, die gespielten Spiele, die Tore und die Ø-Tore.
Barys Puchouski ist Torschützenkönig der EHF Challenge Cup der Herren 2012/13.
| Pl. | Nation    | Spieler              | Pos. | Verein     | Sp. | Tore | Ø    |
| --- | --------- | -------------------- | ---- | ---------- | --- | ---- | ---- |
| 1.  | Belarus   | Barys Puchouski      | (RM) | 0SKA Minsk | 10  | 92   | 9,20 |
| 2.  | Luxemburg | Martin Muller        | (RL) | 0HB Esch   | 10  | 84   | 8,40 |
| 3.  | Belarus   | Sjarhej Schylowitsch | (RR) | 0SKA Minsk | 10  | 63   | 6,30 |